# Pavel Douvidzon
Pavel Douvidzon (de asemenea Douvidson; în rusă Павел Дувидзон, transliterat: Pavel Duvidzon; n. 1 noiembrie 1953, Călărași, RSS Moldovenească, URSS – d. 3 noiembrie 2015) a fost un evreu moldovean, cineast și producător de film sovietic moldovean, american și rus. A fost membru al Uniunii cineaștilor din Rusia.

## Biografie
S-a născut în orașul Călărași din RSS Moldovenească (actualmente în R. Moldova). A absolvit facultatea de irigații și drenaj a Institutului Agricol din Chișinău (1976), apoi Facultatea de Economie a Institutul de Stat pentru Cinematografie din Moscova (1987). Din 1987 a fost șeful departamentului de planificare și financiar al Comitetului de Stat pentru Cinematografie al RSS Moldovenești.
Și-a început cariera de film în 1983 ca regizor de lung metraj la studioul Moldova-Film, pentru filmele Я готов принять вызов („Sunt gata să accept provocarea”), Тревожный рассвет („Zori anxioase”) și Таинственный узник („Prizonierul misterios”), în regia lui Valeriu Gagiu, anii 1983-1985 și О возвращении забыть („Să uit de întoarcere”), regizat de Vasile Brescanu, 1985. În 1989 și-a creat propriul studio „ECOU Films”, unde a filmat filmele Год хорошего ребёнка („Anul copilului bun”) în regia lui Boris Konunov (1991) și Смерть за кулисами („Moartea în spatele scenei”) în regia lui Boris Durov (1991). Din 1992 a locuit în Statele Unite, unde a transferat compania sa de producție.
A condus compania de producție ruso-britanică East-West, care a fost implicată în filmări de filme și seriale de televiziune. În cadrul acestui proiect, au fost produse serialele Sharpe (1993-1997) și Hornblower (1998-2003; a luat Premiul Emmy în 1999), filmul de lung metraj Police Story 4: First Strike cu Jackie Chan (1996), un numărul de emisiuni pe canalele de televiziune britanice BBC, Channel 4 și ITV4. A fost producător de linie pentru șase episoade din Red Shoe Diaries (1992-1999);; producător asociat al filmelor de televiziune Sharpe's Rifles (1993), Sharpe's Eagle (1993), Sharpe's Enemy (1994), Sharpe's Honor (1994), Sharpe's Company (1994), Sharpe's Gold (1995), Sharpe's Sword (1995) și Sharpe's Battle (1995); producător de linie al filmelor de televiziune The Even Chance (1998) și The Examination for Lieutenant și Black Sea 213 (1998), filmul de comedie Jewish Vendetta (1999); director al Misiune: Imposibilă - Protocolul fantomă (2011).
A fost, de asemenea, cofondator al Cascade Film, care a devenit unul dintre principalii distribuitori ai Columbia Pictures și Buena Vista International din Rusia. Din 2003, a lucrat de asemenea în proiecte rusești, inclusiv filmele Nomad (2005), Duhless (2012), Tsili (2014) și Juna (2015).